# Jordi Cantavella i Cusó
Jordi Cantavella i Cusó (Barcelona, 29 de juny de 1967) és un escriptor català, autor de la novel·la de ficció El brigadista. Puntualment també fa de traductor, i és autor de diversos guions escrits per a la televisió i el cinema.

## Obres[2][3][4]
Novel·les
- 2002: Novapàtria (Editorial Isdavat)
- 2004: La tètrica història de la Roser (Art Enterprise)
- 2006: Pudor de cadàver (Llibres de l'Índex)
- 2010: Aquests catalans estan tocats del bolet! (Columna Edicions)
- 2010: En John Garfield en territori xeiene (Estrella Polar)
- 2012: Un déu efímer (Duxelm)
- 2015: El brigadista (Rosa dels vents)
- 2021: De portes endins (Rosa dels vents)

Reculls de contes
- 2005: El vals de la claveguera (Art Enterprise)
- 2006: Paper higiènic (Llibres de l'Índex)
- 2007: Vivències d'un barceloní emprenyat (Toison)

Assaig
- 2007: Polònia, aplec d'humor i saviesa popular catalana (Llibres de l'Índex)
- 2010: Els barris de Barcelona i els seus carrers (Edicions 62)
- 2010: No limits (Editorial Planeta), juntament amb Albert Llovera[5]
- 2012: Em vull fondre, 100 ficades de peu a la galleda glorioses (Cossetània Edicions)
- 2013: Pàjarus de Catalunya (Angle Editorial), amb il·lustracions de Kap[6]
- 2016: Llegendes de boletaires i altres histròries de la muntanya (Ediciones B)